# Поли Паскова
Поли Паскова е българска фолклорна певица и професионална баскетболистка.

## Музикална кариера
Поли Паскова прави търсения в представянето на българския фолклор в съвременен и атрактивен вид, пее авторска музика на фолклорна основа, изпълнява и автентични песни.

## Дискография

### Студийни албуми
- „Слънце мое“ (2000)
- „Нашенската прелест“ (2002)
- „Полина Паскова“ (2003)
- „Различна“ (2005)
- „Щастлива невеста“ (2006)
- „Късмет“ (2008)
- „Мъжка майка“ (2009)
- „Земи огин, запали ме“ (2011)
- „Цвете непогалено“ (2011)
- „Среча (Късмет)“ – издаден в Сърбия (2012)
- „Една самотница“ (2013)
- „Молитва за България“ (2016)
- „Любав и светлост (Любов и светлина)“ – издаден в Сърбия (2017)
- „Изпращам ти ангели“ (2018)
- „Шалем ти анджеле (Изпращам ти ангели)“ – издаден в Сърбия (2020)
- „Празнувай с мен“ (2020)
- „Красиви 100 неща“ (2024)
- „Цвете в косите“ (2025)

## Концерт зад граница
Поли Паскова има множество концерти в чужбина – САЩ, Канада, Германия, Франция, Белгия, Сърбия, Турция, Испания и Северна Македония. През 2017 г. е поканена на концерт в Малая Перешчепина, Украйна по повод откриване на паметник на хан Кубрат. През 2023 г., заедно с танцов ансамбъл „София 6“, има турне на Северните Мариански острови.